# Matthew Lillard
Matthew Lyn Lillard (Lansing, 24 januari 1970) is een Amerikaans acteur.
Lillard werd opgevoed in Tustin (Californië). In 1991 was hij een figurant in Ghoulies 3: Ghoulies Go to College en na acteerlessen maakte hij vanaf 1994 van acteren zijn baan. Zijn eerste rol was een hoofdrol in de film Serial Mom (1994).

## Filmografie
*Exclusief televisiefilms, tenzij aangegeven
| - The Life of Chuck (2024) als Gus Wilfong - Five Nights at Freddy's (2023) als Steve Raglan / William Afton / Springtrap - Scream (2022) als Feestganger (stem) - Under Wraps (2014) als Peter - Scooby-Doo! Frankencreepy (2014) als Shaggy Rogers (stem) - Bonta 3D (2014) als Lizard King (stem) - Match (2014) als Mike - Scooby-Doo! WrestleMania Mystery (2014) als Shaggy Rogers (stem) - National Lampoon Presents: Surf Party (2013) als Mooney - The Naughty List (2013) als Tinsel (stem) - Scooby-Doo! Stage Fright (2013) als Shaggy Rogers (stem) - Scooby-Doo! Adventures: The Mystery Map (2013) als Shaggy Rogers (stem) - Deep Dark Canyon (2013) als Jack Cavanaugh - Return to Nim's Island (2013) als Jack - From the Head (2012) als Jimmy - Scooby-Doo! Mask of the Blue Falcon (2012) als Shaggy Rogers (stem) - Dear Dracula (2012) als Gus - Big Top Scooby-Doo (2012) als Shaggy Rogers - Trouble with the Curve (2012) als Phillip Sanderson - Home Run Showdown (2012) als Joey - Fat Kid Rules the World (2012) als psychiater - Scooby-Doo! Music of the Vampire (2011) als Shaggy Rogers (stem) - Scooby-Doo! Legend of the Phantosaur (2011) als Shaggy Rogers (stem) - The Descendants (2011) als Brian Speer - The Pool Boys (2011) als Roger Sperling - Messages Deleted (2010) als Joel Brandt - Scooby-Doo! Camp Scare (2010) als Shaggy Rogers (stem) - Scooby-Doo! Abracadabra-Doo (2010) als Shaggy Rogers (stem) - All's Faire in Love (2009) als Crocket - Endless Bummer (2009) als Mike Mooney - Spooner (2009) als Herman Spooner - Extreme Movie (2008) als Matthew Lillard - Karas: The Revelation (2007) als Eko (stem) | - One of Our Own (2007) als Bob - In the Name of the King: A Dungeon Siege Tale (2007) als Duke Fallow - What Love Is (2007) als Sal - The Groomsmen (2006) als Dez Howerd - Bickford Shmeckler's Cool Ideas (2006) Spaceman - Karas: The Prophecy (2005) als Eko (stem) - Without a Paddle (2004) als Jerry Conlaine - Wicker Park (2004) als Luke - Scooby-Doo 2: Monsters Unleashed (2004) als Shaggy Rogers - The Perfect Score (2004) als Larry - It's a Very Merry Muppet Christmas Movie (2002, televisiefilm) als Luc Fromage - Scooby Doo (2002) als Shaggy Rogers - Thir13en Ghosts (2001) als Dennis Rafkin - Summer Catch (2001) Als Billy Brubaker - Finder's Fee (2001) als Fishman - Dish Dogs (2000) als Jason - Spanish Judges (2000) als Jack - Love's Labor's Lost (2000) als Longaville - Wing Commander (1999) als Lt. Todd 'Maniac' Marshall - She's All That (1999) als Brock Hudson - Triangle Square (1998) als Snake Eater - SLC Punk! (1998) als Stevo - Without Limmits (1998) als Roscoe Divine - Telling You (1998) als Adam Ginesberg - Senseless (1998) als Tim La Flour - Dead Man's Curve (1998) als Tim - Scream 2 (1997) Guy at Party - Scream (1996) als Stuart Macher - Animal Room (1995) als Doug Van Housen - Hackers (1995) als Emmanuel Goldstein / 'Cereal Killer' - Tarantella (1995) als Matt - Mad Love (1995) als Eric - Serial Mom (1994) als Chip Sutphin - Ghoulies III : Ghoulies Go to College (1991) als Matthew Lynn |

## Televisieseries
*Exclusief eenmalige verschijningen
- Good Girls - Dean Boland (2018-2021, 50 afleveringen)
- The Bridge - Daniel Frye (2013-2014, 25 afleveringen)
- Beware the Batman - stem Jason Burr (2013-2014, vier afleveringen)
- Scooby-Doo! Mystery Incorporated - stem Shaggy Rogers (2010-2013, 52 afleveringen)
- Samurai! Daycare - Ned (2012, negen afleveringen)
- Robot Chicken - stem Shaggy Rogers (2005-2012, vier afleveringen)

- Biblioteca Nacional de España: XX1689778
- Bibliothèque nationale de France: cb144483120 (data)
- Gemeinsame Normdatei: 141222247
- International Standard Name Identifier: 0000 0001 1453 5186
- Library of Congress Control Number: no98014507
- MusicBrainz: 25583c84-02be-4ec5-9c94-a8697ccbc022
- Nationale Bibliotheek van Tsjechië: xx0102161
- Nationale Bibliotheek van Polen: a0000001700399
- Nederlandse Thesaurus van Auteursnamen: 184052238
- Système universitaire de documentation: 077719824
- Trove: 1457629
- Virtual International Authority File: 100861230
- WorldCat: E39PBJyRBF6RwQK6gCV6QxVKVC